# ريكاردو جالفاو
ريكاردو جالفاو (بالبرتغالية: Ricardo Galvão) هو فيزيائي برازيلي، ولد في 21 ديسمبر 1947 في Itajubá ‏ في البرازيل.